# インテグレーテッド・パワーヘッド・デモンストレーター
インテグレーテッド パワーヘッド デモンストレーターIntegrated powerhead demonstrator(IPD) はアメリカ合衆国空軍の計画でNASAとAFRLによってフルフロー二段燃焼サイクル(FFSCC)のロケットエンジンを開発する目的で実施する。主契約社はロケットダインとエアロジェットである。
長期的な設計の目標はFFSCCの利点を取り入れる事により、長寿命で信頼性と性能を高めた再利用型エンジンの開発だった。パワーヘッドデモンストレーター計画は将来のエンジン開発計画のための前哨的な実証設計の開発が目的だった。公共政策立案者によって後続の予算は無かったので実物のエンジンは完成しなかった。
タービンも同様に従来の玉軸受に代わり、先進的な流体軸受の採用が予定された。
主要な設計目標はFFSCCの利点を取り入れる事により、長寿命で信頼性と性能を高めた再利用型エンジンの開発である。タービンも同様に従来の玉軸受に代わり、先進的な流体軸受の採用が予定された。

## 歴史
2006年7月19日、ロケットダイン社は実証エンジンを最大出力で運転した事を発表した。
NASAによるとIPD計画は最先端の低温ブースターエンジンの能力を倍増する事を目的とした技術開発である 統合高採算性ロケット推進技術計画の3段階の第1段階であるとされる。計画の目的は水素燃料フル･フロー･二段燃焼サイクルロケットエンジンの開発である。
2007年、ノースロップ・グラマンは空軍研究所とこれらのエンジンで使用するための液体水素推進剤用のターボポンプの設計と試験の契約を交わしたと発表した。